# سيريل فرنسيس دافي
سيريل فرنسيس دافي هو سياسي كندي، ولد في 30 يناير 1882، وتوفي في 18 فبراير 1950.